# Eragrostis warburgii
Eragrostis warburgii är en gräsart som beskrevs av Eduard Hackel. Eragrostis warburgii ingår i släktet kärleksgrässläktet, och familjen gräs. Inga underarter finns listade i Catalogue of Life.